# Важенка (река, впадает в Верхнее Пулонгское)
Важенка — река в России, протекает по территории Малиновараккского сельского поселения Лоухского района Республики Карелии. Длина реки — 5,8 км.
Река берёт начало из Нижнего Котозера на высоте 21,5 м над уровнем моря.
Течёт преимущественно в северо-восточном направлении. Втекает на высоте 7,2 м над уровнем моря в озеро Верхнее Пулонгское, из которого берёт начало река Пулонга, впадающая в Кандалакшский залив Белого моря.
В истоке Важенка пересекает линию железной дороги Санкт-Петербург — Мурманск. В среднем течении Важенка протекает через одноимённое озеро.
Населённые пункты на реке отсутствуют.
Код объекта в государственном водном реестре — 02020000712102000001530.